# ملینا دوچکووا
ملینا دوچکووا (انگلیسی: Milena Duchková؛ زادهٔ ۲۵ آوریل ۱۹۵۲) شیرجه‌رو اهل چکسلواکی بود.